# NGC 3003
NGC 3003 est une galaxie spirale barrée située dans la constellation du Petit Lion. NGC 3003 a été découverte par l'astronome germano-britannique William Herschel en 1785.

## Caractéristiques
Sa vitesse par rapport au fond diffus cosmologique est de 1 742 ± 18 km/s, ce qui correspond à une distance de Hubble de 25,7 ± 1,8 Mpc (∼83,8 millions d'al).
À ce jour, 25 mesures non basées sur le décalage vers le rouge (redshift) donnent une distance de 18,764 ± 5,572 Mpc (∼61,2 millions d'al), ce qui est à l'intérieur des valeurs de la distance de Hubble. Notons cependant que c'est avec la valeur moyenne des mesures indépendantes, lorsqu'elles existent, que la base de données NASA/IPAC calcule le diamètre d'une galaxie et qu'en conséquence le diamètre de NGC 3003 pourrait être d'environ 44,9 kpc (∼146 000 al) si on utilisait la distance de Hubble pour le calculer.
La classe de luminosité de NGC 3003 est II-III et elle présente une large raie HI.
En raison d'une brillance de surface égale à 14,16 mag/am2, on peut qualifier NGC 3003 de galaxie à faible brillance de surface (LSB en anglais pour low surface brightness). Les galaxies LSB sont des galaxies diffuses (D) avec une brillance de surface inférieure de moins d'une magnitude à celle du ciel nocturne ambiant.

## Trou noir supermassif
Selon un article basé sur les mesures de luminosité de la bande K de l'infrarouge proche du bulbe de NGC 3003, on obtient une valeur de 106,3 {\displaystyle M_{\odot }} (2,0 millions de masses solaires) pour le trou noir supermassif qui s'y trouve.

## Supernova
La supernova SN 1961F a été découverte dans NGC 3003 le 21 février 1961 par l'astronome suisse Paul Wild de l'université de Berne. Cette supernova était de type II.

## Groupe de NGC 2964

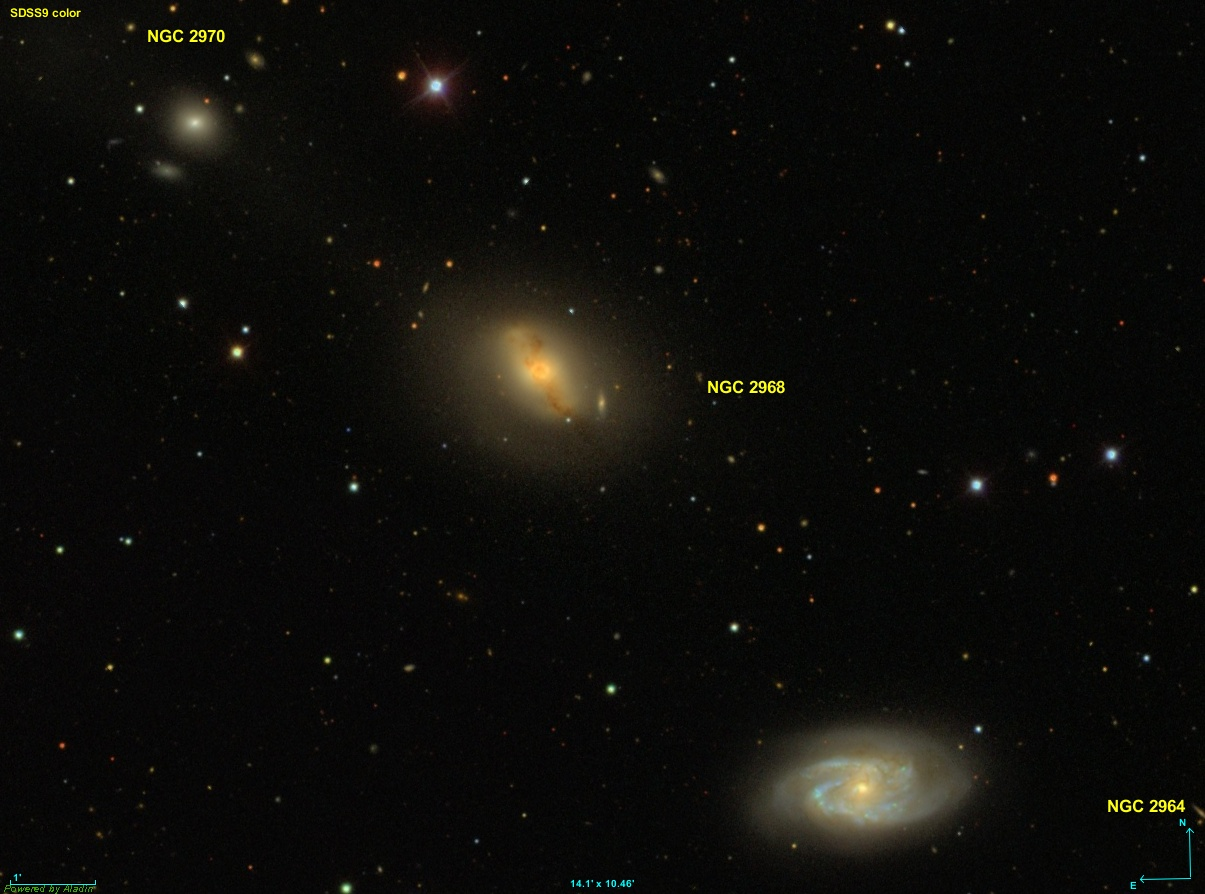
Ces trois galaxies forment probablement un groupe de galaxies avec NGC 3003, le groupe de NGC 2964.

NGC 3003 fait partie du groupe de NGC 2964 en compagnie de la galaxie NGC 2968. D'autre part, les distances de NGC 2964, de NGC 2968 et de NGC 2970 sont semblables et comme elles sont rapprochées sur la sphère céleste, il est fort possible que ces trois galaxies soient des membres d'un groupe physique de galaxies. De plus, les galaxies NGC 3003 et NGC 3021 sont dans la même région du ciel et selon l'étude réalisée par Abraham Mahtessian, elles forment une paire de galaxies.
Il faudrait donc inclure les galaxies NGC 2970 et NGC 3021 au groupe de NGC 2964.